# یواس‌اس پارتریج (ای‌ام‌اس-۳۱)
یواس‌اس پارتریج (ای‌ام‌اس-۳۱) (به انگلیسی: USS Partridge (AMS-31)) یک کشتی بود که طول آن ۱۳۶ فوت (۴۱ متر) بود. این کشتی در سال ۱۹۴۵ ساخته شد.